# Mibu no Tadami
En aquest nom japonès, el cognom és Mibu.
Mibu no Tadami (壬生忠見) fou un poeta yamato-uta i noble japonés de mitjan període Heian (s. X). Fou designat membre dels trenta-sis poetes immortals i un dels seus poemes s'inclogué en la famosa antologia Hyakunin Isshu. El seu pare, Mibu no Tadamine, també fou un distingit poeta. Els seus poemes es troben en algunes antologies imperials. També té una col·lecció personal de poesia coneguda com Tadamishū (忠見集).